# Giv'at Ka'at
Giv'at Ka'at (hebrejsky: גבעת קאת) je vrch o nadmořské výšce 253 metrů v severním Izraeli.
Leží ve východní části vysočiny Ramat Menaše, nedaleko od okraje zemědělsky využívaného Jizre'elského údolí, cca 14 kilometrů západně od města Afula a cca 1 kilometr jihozápadně od vesnice Mišmar ha-Emek. Má podobu výrazného návrší se zalesněnými svahy a zčásti odlesněnou vrcholovou partií. Na západní straně terén klesá do údolí vádí Nachal Mišmar ha-Emek, na jehož protější straně se zvedá podobná hora Giv'at Kipod. Ze severovýchodního úpatí hory vychází vádí Nachal Jizhar. Z jihovýchodu kopec míjí vádí Nachal Midrach. Na vrcholu byl roku 2006 zbudován památník padlým členům izraelských kibuců. Na jeho výstavbě se podílelo kibucové hnutí a Židovský národní fond. Hora je turisticky využívána, z jejího vrcholu se nabízí kruhový výhled na okolní krajinu. Na východ odtud stojí pahorek Giv'at Ešmar.